# Плечоголовний стовбур
Плечоголовний стовбур (лат. truncus brachiocephalicus) або іноді плечоголовна артерія — це артерія в середостінні, що несе артеріальну кров до верхньої правої кінцівки, а також голови та шиї.

## Анатомія
Плечоголовний стовбур — це перша гілка довжиною 3-4 см, що відходить від дуги аорти до гори та дещо праворуч, проходить попереду від трахеї та за правим грудинно-ключичним суглобом. він ділиться на праву загальну сонну артерію та праву підключичну артерію.

## Гілки
Від стовбура відходить права загальна сонна артерія (а. carotis communis dextra) та права підключична артерія (a. subclavia dextra), оскільки плечоголовний стовбур існує тільки з правої частини тіла, а ліворуч ці ж судини відходять безпосередньо від дуги аорти.